# Don McKenzie
Donald Ward McKenzie (ur. 11 maja 1947 w Hollywood, zm. 3 grudnia 2008 w Reno) – amerykański pływak. Dwukrotny złoty medalista olimpijski z Meksyku.
Specjalizował się w stylu klasycznym. W Meksyku triumfował na dystansie 100 metrów. Jego zwycięstwo było niespodzianką, przed igrzyskami nie należał do faworytów. Był także członkiem zwycięskiej sztafety w stylu zmiennym. 

## Starty olimpijskie (medale)
Meksyk 1968
- 100 m żabką, 4x100 m zmiennym –  złoto